# History: Mob Music
History: Mob Music è un album collaborativo dei rapper statunitensi E-40 e Too Short. Pubblicato il 6 novembre 2012 assieme a History: Function Music, è prodotto da Earl Stevens e Too Short sotto l'etichetta Heavy On The Grind Entertainment. Prendono parte al progetto, tra gli altri, B-Legit e Kurupt.
L'album entra nella Billboard 200 e nelle classifiche degli album rap, R&B/Hip-Hop e degli album indipendenti.
| Recensione | Giudizio |
| ---------- | -------- |
| Pitchfork  | 7.8/10   |
| RapReviews | 7/10     |

## Tracce
1. We Are Pioneers – 4:04 (musica: Droop-E)
2. Sheesh (featuring Stressmatic) – 3:41 (musica: Sam Bostic)
3. Fire Fighter (featuring Knotch) – 3:23 (musica: ShonuFF)
4. Whip Out – 3:24 (musica: Droop-E)
5. Money Motivated – 4:58 (musica: Rick Rock)
6. Ballin' Is Fun (featuring B-Legit) – 4:09 (musica: Sam Bostic)
7. Ride With Me – 4:17 (musica: Droop-E)
8. Do You Remember? (featuring Kurupt & DJ Battlecat) – 3:29 (musica: DJ Battlecat)
9. Street Money – 4:13 (musica: Demolishbeatz)
10. My Stapler – 4:36 (musica: Benjamin Blapperson)
11. I Don't Work For Nobody – 3:52 (musica: ShonuFF)
12. Ask About Me (featuring B-Legit) – 4:07 (musica: Studio Tone)
13. If We Ain't Fuckin' (featuring T. Nelson) – 5:02 (musica: Kannon "Caviar" Cross, Cory "OZ" Simon)
14. Gang of 'Em (featuring Beeda Weeda & Rankin Scroo) – 3:54 (musica: J. Wells)
15. Knockin' a Bitch – 3:18 (musica: Rick Rock)
16. Poncherellos (featuring Stressmatic) – 3:23 (musica: J2)
17. Stressin' – 4:28 (musica: Sam Bostic)

## Classifiche settimanali
| Classifica (2012)         | Posizione massima |
| ------------------------- | ----------------- |
| Stati Uniti               | 71                |
| US Independent Albums     | 10                |
| US Top R&B/Hip-Hop Albums | 11                |
| US Top Rap Albums         | 7                 |